# Charles-Marie Widor
Charles-Marie Jean Albert Widor (Lyon, 1844. február 21. – Párizs, 1937. március 12.) francia orgonaművész, zeneszerző és zenepedagógus.

## Élete

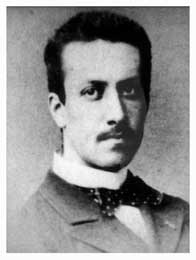
A fiatal Charles-Marie Widor, 1870 körül, amikor a Szent Szulpicius-templom orgonistája lett

Widor Lyonban született, orgonaépítő családban. Eleinte magyar származású édesapja, François-Charles Widor tanította zenére, aki a Saint-François-de-Sales-templom orgonistája volt 1838 és 1889 között. A híres francia orgonaépítő, Aristide Cavaillé-Coll, a francia orgonaépítés megújítója, a Widor-család barátja volt, és elintézte, hogy a tehetséges fiú Brüsszelbe menjen tanulni, 1863-ban. Orgonára Jacques-Nicolas Lemmens, zeneszerzésre pedig az idős François-Joseph Fétis, a brüsszeli konzervatórium (Koninklijk Conservatorium) igazgatója tanította. Tanulmányai után Widor Párizsba költözött, és az lett az otthona élete végéig. 24 évesen Camille Saint-Saëns asszisztensévé nevezték ki az Église de la Madeleine-ben.

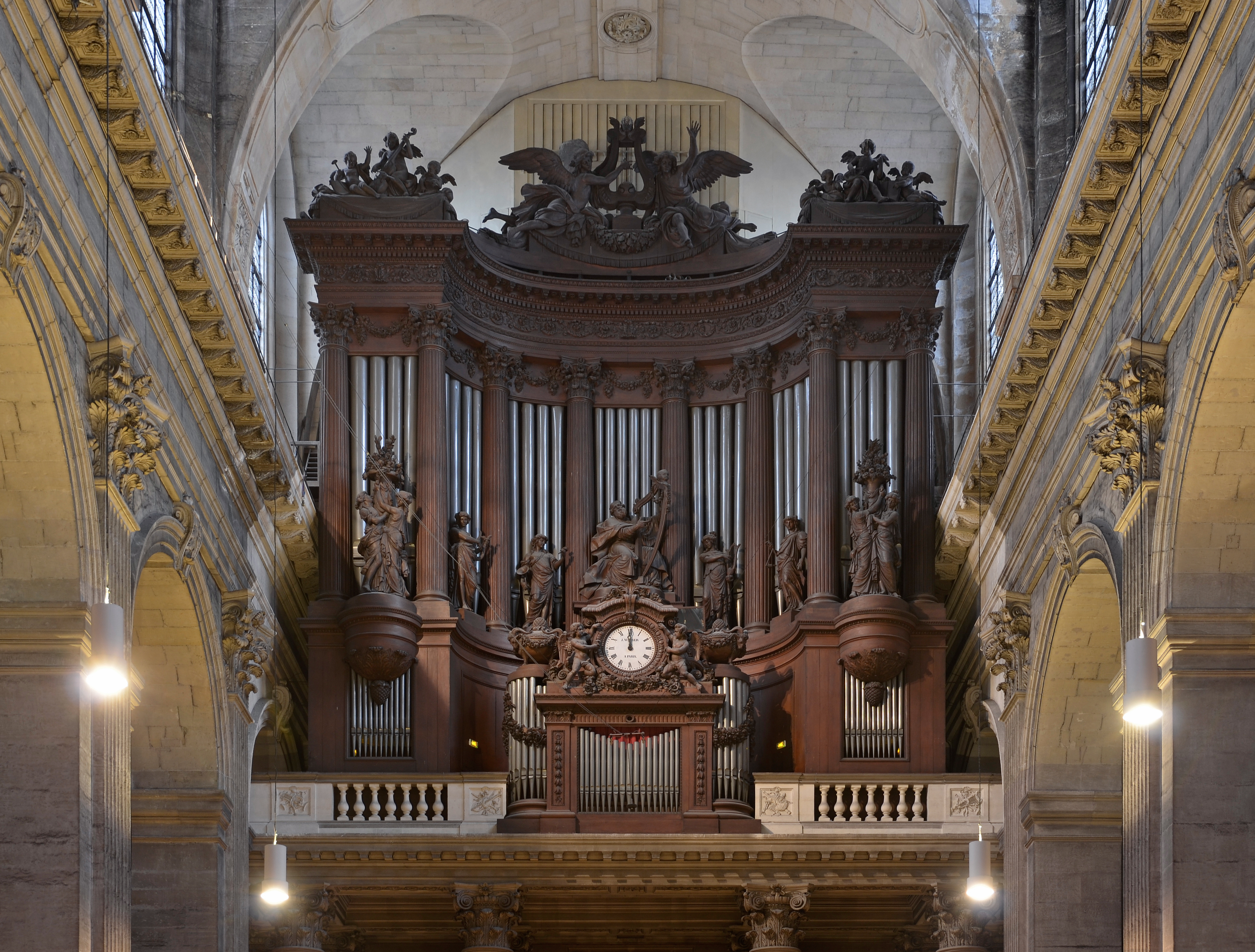
A Saint-Sulpice-templom orgonája

1870 januárjában Cavaillé-Coll, Camille Saint-Saëns és Charles Gounod közös lobbizásának eredményeképp a 25 éves Widort kinevezték - egyelőre csak ideiglenes jelleggel - a párizsi Saint-Sulpice-templom orgonistájává, amely a legelőkelőbb pozíció volt a francia orgonisták számára.
A Szent Szulpicius orgonája Cavaillé-Coll mesterműve volt: a hangszer káprázatos lehetőségei igazi inspirációt jelentettek Widor számára. Az állás látszólag "ideiglenes" jellege ellenére Widor a templom orgonistája maradt közel 64 éven át, egészen 1933 végéig. Utódja korábbi asszisztense, Marcel Dupré lett, 1934-től.
1890-ben, César Franck halálát követően, Widor vette át a neves előd orgonaprofesszori állását a Párizsi Konzervatóriumban. Az osztályt, amelyet örökölt, eleinte megdöbbentette az új tanár, aki egyszerre csak káprázatos technikai tudást és J.S. Bach orgonaműveinek ismeretét követelte meg, mint az improvizáció előfeltételét. 1896-ban otthagyta ezt az állást, hogy ugyanebben az intézményben zeneszerzést tanítson. Számos tanítványa volt Párizsban, akikben ott volt az adottság, hogy híres zeneszerzővé és orgonaművésszé váljanak. A leghíresebbek: a már említett Dupré, Louis Vierne, Charles Tournemire, Darius Milhaud, Alexander Schreiner, Edgard Varèse és a kanadai Henri Gagnon. Albert Schweitzer szintén nála tanult, főként 1899 után; a mester és tanítványa együtt dolgozott J.S. Bach orgonaműveinek jegyzetekkel ellátott kiadásán, amelyet 1912-14-ben publikáltak. Widor, akinek mestere, Lemmens szintén neves Bach szaktekintély volt, bátorította Schweitzert Bach zenéjének teológiai szempontú felfedezésében.
Widor, aki korának legjelesebb orgona előadóművészei közé tartozott, e minőségében számos országba ellátogatott, köztük Oroszországba, Angliába, Németországba, Hollandiába, Portugáliába, Olaszországba, Lengyelországba és Svájcba. Emellett részt vett Cavaillé-Coll legnagyszerűbb hangszereinek felavató hangversenyein, így a párizsi Notre-Dame, a Saint-Germain-des-Près, a Trocadéro és a roueni Saint-Ouen-templom orgonáinak avatásán.
Mint a magas színvonalú kultúra és oktatás művelőjét, 1892-ben kitüntették a Francia Becsületrend lovagja címmel. 1910-ben a Francia Szépművészeti Akadémia tagja lett, majd 1914. július 18-án az akadémia állandó titkárává választották, Henry Roujon utódjaként.
1921-ben Widor és Francis-Louis Casadesus megalapították az American Conservatory-t Fontainebleau-ban. 1934-ig töltötte be az igazgatói pozíciót, amikor Maurice Ravel lett az utódja. Ebben az intézményben közeli barátja, Isidor Philipp tanított zongorát, Nadia Boulanger pedig az új zeneszerzők egész generációját oktatta.
1920. április 26-án, 76 éves korában Widor feleségül vette  Mathilde de Montesquiou-Fézensacot, Charchigné-ben. A 36 éves Mathilde az akkori Európa egyik legrégibb és legelőkelőbb családjának tagja volt. Neje 1960-ban halt meg, gyermekük nem született.
1933. december 31-én Widor lemondott Saint-Sulpice-beli állásáról. Három évvel később agyvérzést kapott, amitől testének jobb fele lebénult, de szellemileg mindvégig ép maradt. Párizsi otthonában hunyt el, 1937. március 12-én, 93 éves korában. A Szent Szulpicius altemplomában helyezték örök nyugalomra, négy nappal később.

## Orgonaszimfóniái
Widor hangszerek és együttesek számos variációjára írt műveket (néhány dala énekhangra és zongorára különösen figyelemre méltó), komponált továbbá négy operát és egy balettet is, de manapság csak orgonára írt műveit játsszák rendszeresen. Ezek közé tartozik a tíz orgonaszimfónia, három szimfónia orgonára és zenekarra, a Suite Latine, a Trois Nouvelles Pièces és Bach hat művének meghangszerelése Bach emlékezete címmel (1925). Az orgonaszimfóniák jelentik a legjelentősebb kompozíciókat az orgona repertoár bővítésében.
Szokatlannak tűnhet a szimfónia nevet adni egy olyan műnek, amely egyetlen hangszerre íródott. Widor elöl járt a francia orgonamuzsika újjáélesztésében, amely a 19. század elejére mélypontjára süllyedt. Az első ebben a feltámasztásban Aristide Cavaillé-Coll volt, aki elsőként épített egy új, szimfonikus stílusú orgonát. A barokk és a klasszikus korok orgonáit úgy tervezték, hogy tiszta és éles hangon szóljanak, lehetővé téve a kontrapunktikus művek korrekt előadását. Cavaillé-Coll orgonáinak sokkal melegebb hangzása volt, ideális az akkorra már túlsúlyba került homofón szerkesztésmódú darabok megszólaltatására; a regiszterek hatalmas mennyisége pedig kibővítette az orgona hangszínválasztékát. Ez az új stílusú orgona, igazi zenekari hangzásával, illetve az egyenletes crescendók és diminuendók páratlan képességével arra bátorították a zeneszerzőket, hogy valódi szimfonikus hatású műveket komponáljanak. Ez az irányvonal nem korlátozódott Franciaországra: az orgonaépítés terén követője lett a németországi  Eberhard Friedrich Walcker (Walcker Orgelbau), a zeneszerzésben pedig Liszt Ferenc, Julius Reubke és Max Reger.

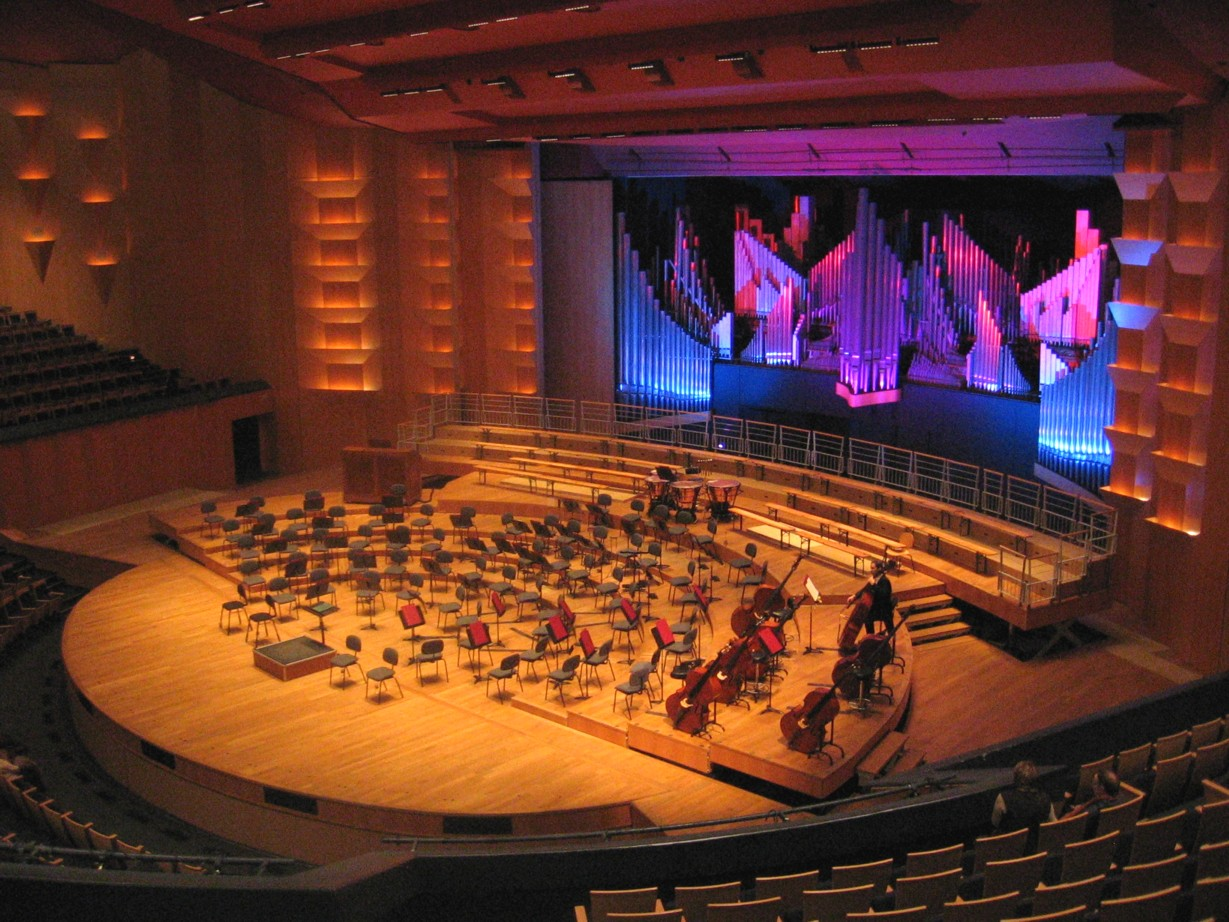
Az Auditorium Maurice-Ravel színpada és a híres Cavaillé-Coll orgona, Lyon

Widor szimfóniáit három csoportba sorolhatjuk. Az opus 13-as első négy szimfóniát (1872), helyesebb volna szvitnek nevezni (Widor maga is collectionnak nevezte őket). Ezek Widor korai stílusát reprezentálják. A komponista később átdolgozta ezeket a műveit, némelyiket egész jelentős mértékben.
Az op. 42. szimfóniák már az érett Widort mutatják, kifinomult ellenpontos szerkesztésmóddal, de a Cavaillé-Coll orgonák lehetőségeinek legteljesebb kihasználásával. Az 5. orgonaszimfónia öttételes, és utolsó tétele a híres Toccata A 6. szimfónia szintén híres, elsősorban a nyitó tételéről. A 7. és a 8. szimfóniák a leghosszabbak és a legkevésbé játszottak a Widor-szimfóniák közül. A 7. szimfónia hattételes, a 8. szimfónia első változata pedig héttételes (Widor később kihagyta a Prélude tételt az 1901-es kiadásból).
A 9. ("Gothique" op. 70, 1895) és 10. ("Romane", op. 73, 1900) szimfónia sokkal inkább befelé forduló kompozíció. Mindkettő gregorián témákból merít. A Gótikus szimfónia a karácsonyi Introitus, "Puer natus est" témáját használja fel a harmadik és a negyedik tételében, míg a Román szimfóniában a húsvéti graduálé "Haec dies"e hullámzik végig mind a négy tételen. E művek kifejezik a szerző tisztelgését a roueni gótikus Église Saint-Ouen, illetve toulouse-i román stílusú Basilique Saint-Sernin iránt, ahová az új Cavaillé-Coll orgonákat beépítették. A Gótikus szimfónia második, "Andante sostenuto" tétele egyike Widor legkedveltebb kompozícióinak. Ennek az alkotói periódusnak a termése a második szimfónia későbbi kiadásához hozzáfűzött  "Salve Regina"  tétel is, amely szintén gregorián témán alapul.
Widor legismertebb szóló darabja az 5. orgonaszimfónia utolsó tétele, a híres Toccata, amelyet gyakran játszanak esküvőkön a kivonulás alkalmával, illetve a karácsonyi éjféli mise befejeztekor, a vatikáni Szent Péter-bazilikában. Bár a 4. szimfónia szintén egy Toccata tétellel kezdődik, az egy drámaian más (és korábbi) stílus képviselője. Az 5. szimfónia Toccatája az első a francia romantikus orgonamuzsika toccatái közül, és modellként szolgált Léon Boëllmann, Henri Mulet és Marcel Dupré későbbi műveihez. Widor örvendett a világhírnek, amelyet ez a darab hozott neki, de elkedvetlenítette, hogy sok orgonista milyen gyorsan játssza azt. Widor maga ezt a művét mindig visszafogottabb tempóban adta elő. Sok orgonista ma is túl gyorsan játssza, míg Widor egy sokkal artikuláltabb játékmódot kívánt meg. 89 éves korában, a Szent-Szulpicius orgonáján készített felvételén a Toccata tempója egészen lassú. Isidor Philipp egyébként elkészítette a mű kétzongorás átiratát.
Pályája során Widor újra meg újra visszatért korábbi műveinek átdolgozásához, még a kiadásuk után is. Életrajzírója, John R. Near ír arról, hogy „Végtére is kiderült, hogy mintegy hatvan év alatt nyolc különböző kiadást ért meg némelyik szimfóniája.”

## Művei
Zárójelben megadtuk a komponálás/publikálás évét illetve az első kiadás kiadóját is, ha ismert.

### Orgona szólók
- Symphonie pour orgue No. 1 op. 13 no. 1 (1., c-moll orgonaszimfónia op. 13, no. 1, 1872, Hamelle)
- Symphonie pour orgue No. 2 op. 13 no. 2 (2., D-dúr orgonaszimfónia op. 13, no. 2, 1872, Hamelle)
- Symphonie pour orgue No. 3 op. 13 no. 3 (3., e-moll orgonaszimfónia op. 13, no. 3, 1872, Hamelle)
- Symphonie pour orgue No. 4 op. 13 no. 4 (4., f-moll orgonaszimfónia op. 13, no. 4, 1872, Hamelle)
- Marche américaine (transc. by Marcel Dupré: no. 11 from 12 Feuillets d’Album op. 31, Hamelle)
- Symphonie pour orgue No. 5 op. 42 no. 1 (5., f-moll orgonaszimfónia op. 42, no. 1, 1879, Hamelle)
- Symphonie pour orgue No. 6 op. 42 no. 2 (6., g-moll orgonaszimfónia op. 42, no. 2, 1879, Hamelle)
- Symphonie pour orgue No. 7 op. 42 no. 3 (7., a-moll orgonaszimfónia op. 42, no. 3, 1887, Hamelle)
- Symphonie pour orgue No. 8 op. 42 no. 4 (8., H-dúr orgonaszimfónia op. 42, no. 4, 1887, Hamelle)
- Marche Nuptiale op. 64 (1892) (transc., from Conte d'Avril, Schott)
- Symphonie Gothique pour orgue [No. 9], op. 70 (9., c-moll, „gótikus” szimfónia orgonára, 1895, Schott)
- Symphonie Romane pour orgue [No. 10], op. 73 (10., D-dúr, „román” szimfónia orgonára, 1900, Hamelle)
- Bach's Memento[8] (Bach emlékezete, 1925, Hamelle)
- Suite Latine op. 86 (Latin szvit, c-mollban, 1927, Durand)
- Trois Nouvelles Pièces op. 87 (Három új darab, 1934, Durand)

### Zongoraművek
- Variations de concert sur un thème original op. 1 (Koncert változatok, saját témára, 1867, Heugel)
- Sérénade op. 3 no. 4 (Szerenád, Hamelle)
- Airs de ballet op. 4 (Airs de ballet, 1868, Hamelle)
- Scherzo-valse op. 5 (Scherzo-keringő, 1868, Hamelle)
- La Barque (Fantaisie italienne) op. 6 (A bárka, olasz fantázia, 1877, Durand)
- Le Corricolo (Fantaisie italienne) op. 6 (A bricska, 1877, Durand)
- Caprice op. 9 (Caprice, 1868, Hamelle)
- 3 Valses op. 11 (3 keringő, 1871, Hamelle)
- Impromptu op. 12 (Impromptu, 1871, Hamelle)
- 6 Morceaux de salon op. 15 (6 szalon darab, 1872, Hamelle)
- Prelude, andante et final op. 17 (Prelude, andante és finálé, 1874, Hamelle)
- Scènes de bal op. 20 (Báli jelenetek, 1875, Hamelle)
- 6 Valses caractéristiques op. 26 (6 karakter-keringő, 1877, Hamelle)
- Variations sur un thème original op. 29 (Változatok egy saját témára, az op. 1. átdolgozása, 1877, Hamelle)
- 12 Feuillets d’album op. 31 (12 albumlap, 1877, Hamelle)
- [Cinq Valses] op. 33 (Öt keringő, Hamelle)
- Dans les bois op. 44 (Az erdőben, 1880, Hamelle)
- Pages intimes op.48 (Intim lapok, 1879, Hamelle)
- Suite polonaise op. 51 (Fényes szvit, 1881, Hamelle)
- Suite op. 58 (Szvit, 1887, Hamelle)
- Carnaval, douze pièces pour piano op. 61 (Karnevál, 12 darab zongorára, 1889, Hamelle)
- Nocturne, from Contes d'Avril op. 64 (Nocturne az Áprilisi mesékből)
- [5 Valses] op. 71 (Öt keringő, 1894, Hamelle)
- Suite Écossaise op.78 (Skót szvit, 1905, Joseph Williams)
- Introduction (Bevezetés, Hamelle)
- Intermezzo (Intermezzo, Hamelle)

### Kamaraművek
- 6 Duos op. 3 - (6 duó Zongorára és harmóniumra, 1867, Regnier-Canaux/Renaud/Pérégally & Parvy/Schott)
- Humoresque op. 3 no. 1 - (Humoreszk, hegedűre, csellóra és zongorára, Pérégally & Parvy)
- Cantabile op. 3 no. 2 - (Cantabile, hegedűre, csellóra és zongorára, Pérégally & Parvy)
- Nocturne op. 3 no. 3 - (Nocturne, hegedűre, csellóra és zongorára, Pérégally & Parvy)
- Sérénade op. 3 no. 4 - (Szerenád, hegedűre, csellóra és zongorára, Pérégally & Parvy)
- Piano Quintet No. 1 op. 7 (1., d-moll zongoraötös, 1868, Hamelle)
- Sérénade op. 10 (B-dúr szerenád, zongorára, fuvolára, hegedűre, csellóra és harmóniumra, 1870, Hamelle)
- Piano Trio op. 19 - (B-dúr zongoratrió, zongorára, hegedűre és csellóra, 1875, Hamelle)
- 3 Pieces op. 21 - (Három darab csellóra és zongorára, 1875, Hamelle)
- Suite op. 34 - (Szvit fuvolára és zongorára, 1877, Hamelle; 1898, Heugel)
- Romance op. 46 - E-dúr románc hegedűre és zongorára
- Sonate No. 1 op. 50 - (1., c-moll hegedű-zongora szonáta, 1881, Hamelle)
- Soirs d'Alsace - 4 Pieces op. 52 - (Elzászi esték, 4 darab hegedűre, csellóra és zongorára, 1881, Hamelle)
- Cavatine op. 57 - (Cavatina, hegedűre és zongorára, 1887, Hamelle)
- Piano Quartet op. 66 - (a-moll zongora kvartett, hegedűre, brácsára, csellóra és zongorára, 1891, Durand)
- Piano Quintet No. 2 op. 68 - (Zongoraötös, két hegedűre, brácsára, csellóra és zongorára, 1894, Durand)
- Introduction et Rondo op. 72 - (B-dúr bevezetés és rondó, klarinétra és zongorára, 1898, Leduc)
- Suite op. 76 - (Szvit, hegedűre és zongorára, 1903, Hamelle)
- Sonate op.79 - (Szonáta, hegedűre és zongorára, 1906, Heugel)
- Sonate op. 80 - (Szonáta, csellóra és zongorára, 1907, Heugel)
- Salvum fac populum tuum op. 84 - (Mentsd meg a népedet, ó Uram, három trombitára, három harsonára, dobokra és orgonára, 1917, Heugel)
- 4 Pièces - (4 darab hegedűre, csellóra és zongorára, 1890)
- 3 Pièces - (3 darab oboára és zongorára, 1891)
- Suite - (Szvit csellóra és zongorára, 1912)
- Suite Florentine - (Firenzei szvit, fuvolára vagy hegedűre és zongorára, 1920)

### Szimfonikus művek
- Symphony No. 1 op. 16 (1., F-dúr szimfónia, zenekarra, 1870, Durand)
- Piano Concerto No. 1 op. 39 (1. zongoraverseny, 1876, Hamelle)
- Cello Concerto op. 41 (Csellóverseny, 1882, Hamelle)
- Symphonie pour orgue et orchestre op. 42 (Szimfónia orgonára és zenekarra - az op. 42 orgonaszimfóniák tételeiből meghangszerelve, 1882, A-R Editions)
- Chant séculaire op. 49 - (Világi dal, szoprán szólóra, kórusra és zenekarra, 1881, Hamelle
- Symphony No. 2 op. 54 (2., A-dúr szimfónia, zenekarra, 1882, Heugel)
- La nuit de Walpurgis - poeme symphonique op. 60 (Walpurgis-éj, szimfonikus költemény kórusra és zenekarra, 1887, Hamelle)
- Fantaisie op. 62 (Fantázia zongorára és zenekarra, 1889, Durand)
- Suite  op. 64 (Szvit az Áprilisi mesék-ből, zenekarra, 1892, Heugel)
- Symphony No. 3 op. 69 (3. szimfónia orgonára és zenekarra, 1894, Schott)
- Choral et Variations op. 74 (Korál és változatok, hárfára és zenekarra, 1900, Leduc)
- Piano Concerto No. 2 op. 77 (2. zongoraverseny, 1906, Heugel)
- Sinfonia sacra op. 81 (Sinfonia sacra – Szent szimfónia, orgonára és zenekarra, 1908, Otto Junne)
- Symphonie antique op. 83 (Antik szimfónia szólistákra, kórusra, orgonára és zenekarra, 1911, Heugel)
- Ouverture espagnole (Spanyol nyitány, zenekarra, 1897, Heugel)

### Dalok és kórusművek
- O Salutaris op. 8 (O salutaris hostia – Ó üdvösséges Áldozat[9]Altra vagy baritonra, hegedűre, csellóra és orgonára, 1868, Hamelle)
- 6 Mélodies op. 14 (6 dal, énekhangra és zongorára, 1872, Hamelle)
- Tantum ergo op. 18 no. 1 (Tantum ergo[10] 1874, Hamelle)
- Regina coeli op. 18 no. 2 (Regina coeli, Bariton kórusra, SATB[11] kórusra és orgonára, 1874, Hamelle)
- 6 Mélodies op. 22 (6 dal énekhangra és zongorára, 1875, Hamelle)
- Quam dilecta tabernacula tua op. 23 no. 1 (Quam dilecta tabernacula tua - Mily kedvesek a te sátraid, bariton kórusra, SATB-kórusra, kórus-orgonára és nagy orgonára, 1876, Hamelle)
- Tu es Petrus op. 23 no. 2 (Tu es Petrus - Péter vagy, bariton kórusra, SATB-kórusra, kórus-orgonára és nagy orgonára, 1876, Hamelle)
- Surrexit a mortuis (Sacerdos et pontifex) op. 23 no. 3 (Surrexit a mortuis (Sacerdos et pontifex) – Feltámadott a halálból (Pásztor és Püspök), SATB-kórusra, kórus-orgonára és nagy orgonára, 1876, Hamelle)
- Ave Maria op. 24 (Ave Maria, mezzoszopránra, hárfára és orgonára, 1877, Hamelle)
- 3 Choruses op. 25 (3 kórusmű, SATB-kórusra, 1876, Hamelle)
- 3 Mélodies op. 28 - (3 dal énekhangra és zongorára, 1876, Hamelle)
- 2 Duos op. 30 - (2 duó szopránra, altra és zongorára, 1876, Hamelle)
- 3 Mélodies italiennes op. 32 (3 olasz dal, énekhangra és zongorára, 1877, Hamelle)
- 3 Mélodies italiennes op. 35 (3 olasz dal, énekhangra és zongorára, 1878, Hamelle)
- Messe op. 36 (Mise, bariton kórusra, SATB-kórusra, kórus-orgonára és nagy orgonára, 1878, Hamelle)
- 6 Mélodies op. 37 (6 dal énekhangra és zongorára, 1877, Hamelle)
- 2 Duos op. 40 (2 duó szopránra, altra és zongorára, 1876, Hamelle)
- 6 Mélodies op. 43 (6 dal énekhangra és zongorára, 1878, Hamelle)
- 6 Mélodies op. 47 (6 dal énekhangra és zongorára, 1879, Hamelle)
- 6 Mélodies op. 53 (6 dal énekhangra és zongorára, 1881, Hamelle)
- Ave Maria op. 59 (Ave Maria, énekhangra, hárfára és orgonára, 1884, Hamelle)
- O salutaris op. 63[bis] (O salutaris, énekhangra, hegedűre, csellóra és orgonára, 1889, Hamelle)
- Soirs d'été op. 63 (Nyári esték, énekhangra és zongorára, 1889, Durand)
- Ecce Joanna, Alleluia! (Schola Cantorum) - SATB-kórusra és orgonára
- Psalm 112 (112. zsoltár, bariton kórusra, SATB-kórusra, kórus-orgonára, nagy orgonára és zenekarra, 1879, Hamelle)
- Chansons de mer op. 75 (A tenger dalai, 1902)
- Da Pacem (1930, Durand) - SATB-kórusra és orgonára vagy zongorára
- Non Credo (1890, Durand) - énekhangra és zongorára

### Színpadi zene
- Le capitaine Loys (Loys kapitány, vígopera,  1878 k., kiadatlan)
- La korrigane (A korrigan, balett, 1880, Hamelle)
- Maître Ambros op. 56 (Ambros mester, opera François Coppée és Auguste Dorchain lírai drámája nyomán 4 felvonásban, 5 képben (zongorakivonat: Heugel, 1886)
- Conte d'avril op. 64 (Áprilisi mese, kísérőzene, 1885; 1891, Heugel)
- Les pêcheurs de Saint-Jean (Szent János halászai, opera 4 felvonásban Henri Cain librettójára, 1895; 1904, Heugel)
- Nerto (Nerto, opera 4 felvonásban Maurice Léna szövegkönyvére, 1924, Heugel)

## Írásai
- Technique de l'orchestre moderne faisant suite au Traité d'instrumentation de H. Berlioz (1904, Paris: Lemoine)
- L'Orgue moderne, la décadence dans la facture contemporaine (1928, Paris: Durand)

## Fordítás
- Ez a szócikk részben vagy egészben  a   Charles-Marie Widor című angol Wikipédia-szócikk ezen változatának fordításán alapul.  Az eredeti cikk szerkesztőit annak laptörténete sorolja fel. Ez a jelzés csupán a megfogalmazás eredetét és a szerzői jogokat jelzi, nem szolgál a cikkben szereplő információk forrásmegjelöléseként.